# Amazake
L'amazake (甘酒?) o amasake è un dolcificante prodotto dalla fermentazione enzimatica del riso o più raramente di altri cereali. 
Il fermento utilizzato allo scopo è il koji, lo stesso che si usa per produrre il miso di riso o il sakè. Il chicco di riso viene pre-digerito completamente dai saccaromiceti  e scisso in zuccheri più semplici, producendo il più modulato e meno invasivo tra i dolcificanti. Contiene infatti meno del 40% di maltosio. Il miglior amazake è quello prodotto con riso dolce.
In occidente lo si consuma prevalentemente come dessert o come ingrediente nella preparazione di budini o di gelati. In Giappone, dove è ben diffuso, viene principalmente utilizzato diluito in acqua e bevuto caldo nella stagione invernale.